# 格桔縣
格桔县是越南得农省下辖的一个县。

## 地理
格桔县南接得明县和克容诺县，东接多乐省邦美蜀市，东北和北接多乐省奔敦县，西接柬埔寨。

## 历史
2003年11月26日，多乐省析置得农省；格桔县划归得农省管辖。
2004年1月2日，和富社、和庆社、和春社3社划归多乐省邦美蜀市管辖。
2021年1月12日，得明县得热拉社部分区域划归格克涅社管辖。

## 行政区划
格桔县下辖1市镇7社，县莅亚德灵市镇。
- 亚德灵市镇（Thị trấn Ea T'ling）
- 格克涅社（Xã Cư KNia）
- 得热容社（Xã Đăk Đrông）
- 得威社（Xã Đăk Wil）
- 亚博社（Xã Ea Pô）
- 南庸社（Xã Nam Dong）
- 心胜社（Xã Tâm Thắng）
- 竹山社（Xã Trúc Sơn）